# Shiver (canção de Natalie Imbruglia)
"Shiver" é uma música da cantora australiana Natalie Imbruglia, lançada como primeiro single de seu terceiro álbum de estúdio Counting Down the Days, em março de 2005. 

## Videoclipe
O clipe da música foi gravado em fevereiro de 2005 em Kiev, na Ucrânia. Dirigido por Jake Nava, é inspirado no filme The Bourne Supremacy de 2004. No video, Natalie é uma espiã em fuga pelas ruas da cidade, havendo batidas de carro e trocas de identidade da protagonista. O clipe obteve grande divulgação nos canais de televisão na Europa e Reino Unido.

## CD Single
- Reino Unido CD 1

1. Shiver
2. My Own Movie

- Reino Unido CD 2

1. Shiver
2. When You're Sleeping
3. Pineapple Head

Inclui videoclipe em CD-ROM

## Paradas musicais
O compacto atingiu o #8 do UK Singles Chart e a música permaneceu no topo das rádios britânicas durante 5 semanas. A faixa foi a mais tocada do ano de 2005 nas rádios do Reino Unido.
"Shiver" também chegou ao #1 das rádios europeias, garantindo um segundo hit pan-europeu para Natalie, desde o single "Torn". Na Austrália, o compacto atingiu o #19 do Australia Singles Chart.
| Parada semanal (2005)                       | Posição |
| ------------------------------------------- | ------- |
| Alemanha (GfK)                              | 52      |
| Austrália (ARIA)                            | 19      |
| Áustria (Ö3 Austria Top 75)                 | 41      |
| Bélgica (Ultratop 50 de Flandres)           | 30      |
| Bélgica (Ultratop 50 da Valônia)            | 28      |
| Europa (Billboard European Hot 100 Singles) | 28      |
| França (SNEP)                               | 34      |
| Hungria (Rádiós Top 40)                     | 1       |
| Itália (FIMI)                               | 6       |
| Irlanda (IRMA)                              | 19      |
| Países Baixos (Single Top 100)              | 64      |
| Suíça (Schweizer Hitparade)                 | 36      |
| Reino Unido (UK Singles Chart)              | 8       |
| Reino Unido (UK Airplay Chart)              | 1       |
| Rússia (Tophit)                             | 114     |